# Adaptáció
Az adaptáció alkalmazkodási folyamatot jelent. Kétféle adaptációról beszélhetünk. Egyrészt az egyedek alkalmazkodhatnak, adaptálódhatnak környezetük megváltozásához. Ez az egyedi adaptáció. A kutyák például lihegéssel és nyelvlógatással alkalmazkodnak a hőséghez, míg mi, hasonló körülmények között izzadunk. Adaptációnak nevezzük azt az evolúciós folyamatot is, amikor egy-egy populációban egyes öröklődő tulajdonságok, illetve az őket meghatározó allélok gyakorisága generációról-generációra következetesen növekszik, más öröklődő tulajdonságok rovására. A folyamat eredményeként a populációra vagy az egész fajra jellemzővé váló tulajdonságot magát is adaptációnak nevezzük.

## Adaptáció az evolúcióban
Amikor egy evolúciós folyamatot adaptációnak nevezünk, mindig azonosítjuk a tulajdonság terjedéséért felelős, a különböző tulajdonságú egyedek közt szelektáló környezeti tényezőket. Például, a Bistun betularia, szürkepettyes araszoló lepkék sötét változatai generációról-generációra, fokozatosan terjedtek el angliai populációkban a világos változatok rovására, amiért végső soron az iparosodással járó koromszennyezés volt felelős. A szelektáló tényezők a lepkéket fogyasztó madarak voltak, a szelekció irányát pedig a fák kérgének színe határozta meg. Ezt az adaptációs hipotézist alátámasztja, hogy a korom szennyezés csökkenésével a folyamat a múlt század második felében megfordult, és a sötét változatok kezdtek visszaszorulni a világosakkal szemben. Röviden mondva, a lepkék sötét színváltozata tehát adaptáció a fák kérgének sötét színéhez. Az adaptációs folyamat abban különbözik a genetikai sodródás folyamatától, hogy a populáció összetételének változása egyértelműen valamilyen környezeti tényezőhöz, feltételhez köthető, míg a "genetikai sodródás" egyetlen oka a populációk véges mérete.
Adaptáció tehát akkor zajlik, ha egy egyedi jellemző, jelleg: 
- 1. genetikai háttere variábilis, azaz van öröklődő változatosság, a jellegre ható lokuszokon többféle allél van a populációban;
- 2. az egyik öröklődő változat az adott környezetben jobban működik, mint a másik;
- 3. és ezért a jobban működő fenotípust meghatározó allélok gyakorisága növekszik minden generációban.

Visszatérve a szürkepettyes araszoló és az ipari melanizmus példájához, a sötét színű lepkék "jobban működnek", a sötét fák kérgén, mint a világos színűek, mert jobban beolvadnak a háttérbe, nehezebb észrevenni őket.
A tulajdonság mai funkciója nem feltétlenül azonos azzal a funkcióval, ami a múltban a tulajdonság adaptív elterjedéséhez vezetett. Így pl. a madarak nem tudnának repülni a tollazat nélkül, noha valószínűleg a tollazat eredetileg a fejlett hőszigetelést biztosító adaptációként jött létre. A hőszigetelés szempontjából adaptív tollazat léte viszont másodlagosan lehetővé tette, hogy annak egyes részei (különösen az evező- és farktollak) aerodinamikai szempontból optimális alakot nyerjenek, ami viszont már a repülő életmódhoz való adaptáció. 

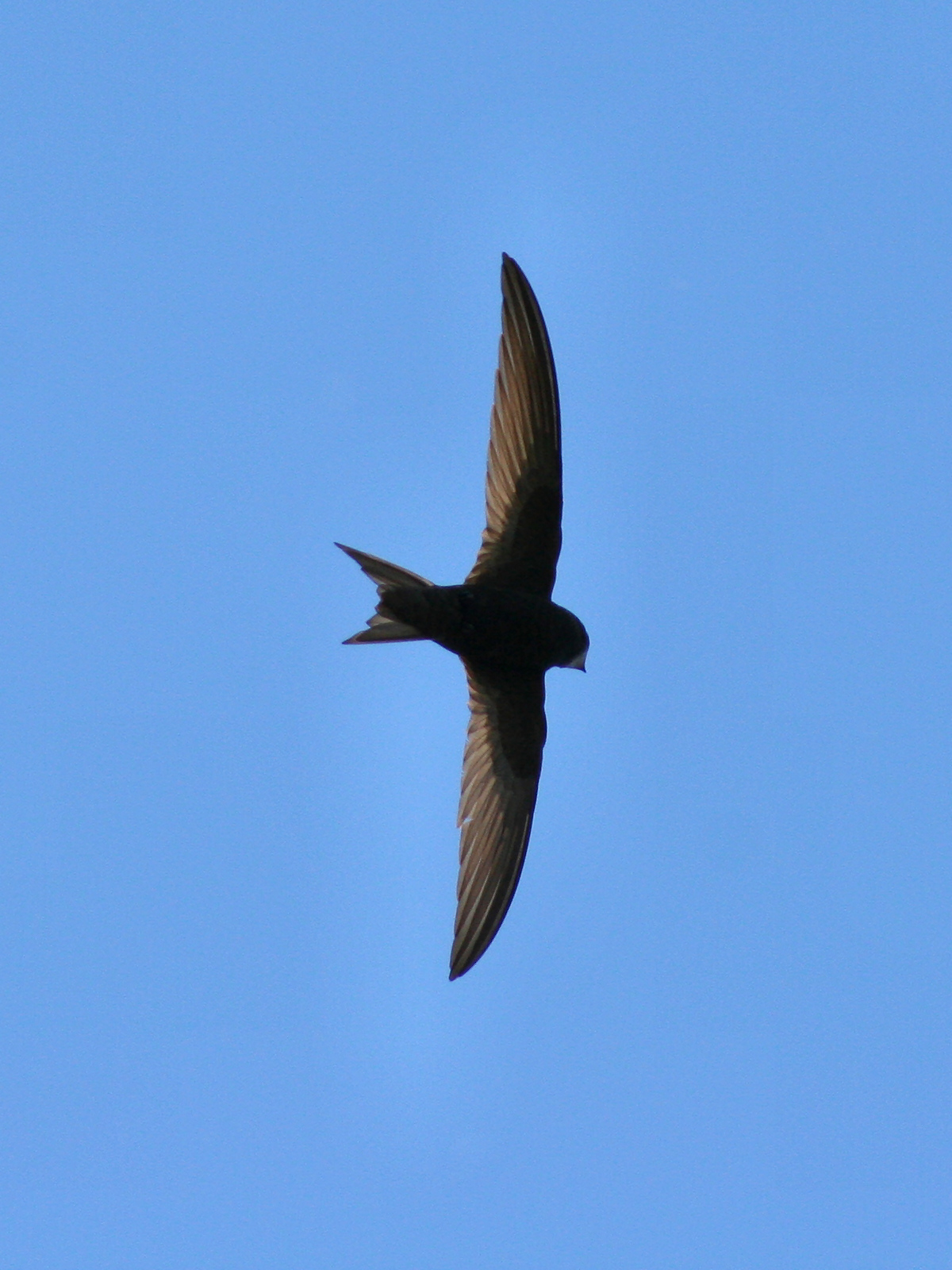
A madarak képtelenek tollak nélkül repülni, de a tollazat ősileg mégsem a repülés kialakulását szolgáló adaptáció.

Minden egyedekre jellemző, öröklődő tulajdonság adaptációs eredete felvethető, csak sokszor nincs értelme. Amennyiben egy viselkedési elem, viselkedésre való hajlam, fiziológiai jellemző populációbeli változatosságának van öröklődő komponense, akkor szelektálható valamelyik változat. Például a széncinegék szelektálhatóak arra, hogy milyen "bátrak" egy új környezetben, vagyis, hogy sztenderd körülmények között milyen gyorsan derítenek fel egy számukra új környezetet. Ez azonban nem jelenti azt, hogy a természetben valamilyen tényező következetesen a széncinegék "bátorságra" szelektál. Az adaptációs hipotéziseket sokféle módon kell vizsgálni és alátámasztani ahhoz, hogy végül tényként fogadhassuk el őket.

## Adaptáció-fogalom az evolúciós pszichológiában
A fentiekkel összhangban az evolúciós pszichológia adaptáció fogalma úgy értelmezhető, hogy az emberi evolúció során olyan öröklődő kognitív képességek és tanulási programok terjedtek el szelekciós folyamatok révén, amelyek adaptív válaszok a környezetben felmerülő tartós, rendszeresen visszatérő kihívásokra és problémákra.  